# 蒸気暖房 (鉄道)
蒸気暖房（じょうきだんぼう）とは、水蒸気を用いて暖房を行う空調設備・手法・システムである。本稿では、鉄道車両における蒸気暖房について扱う。

## 概要

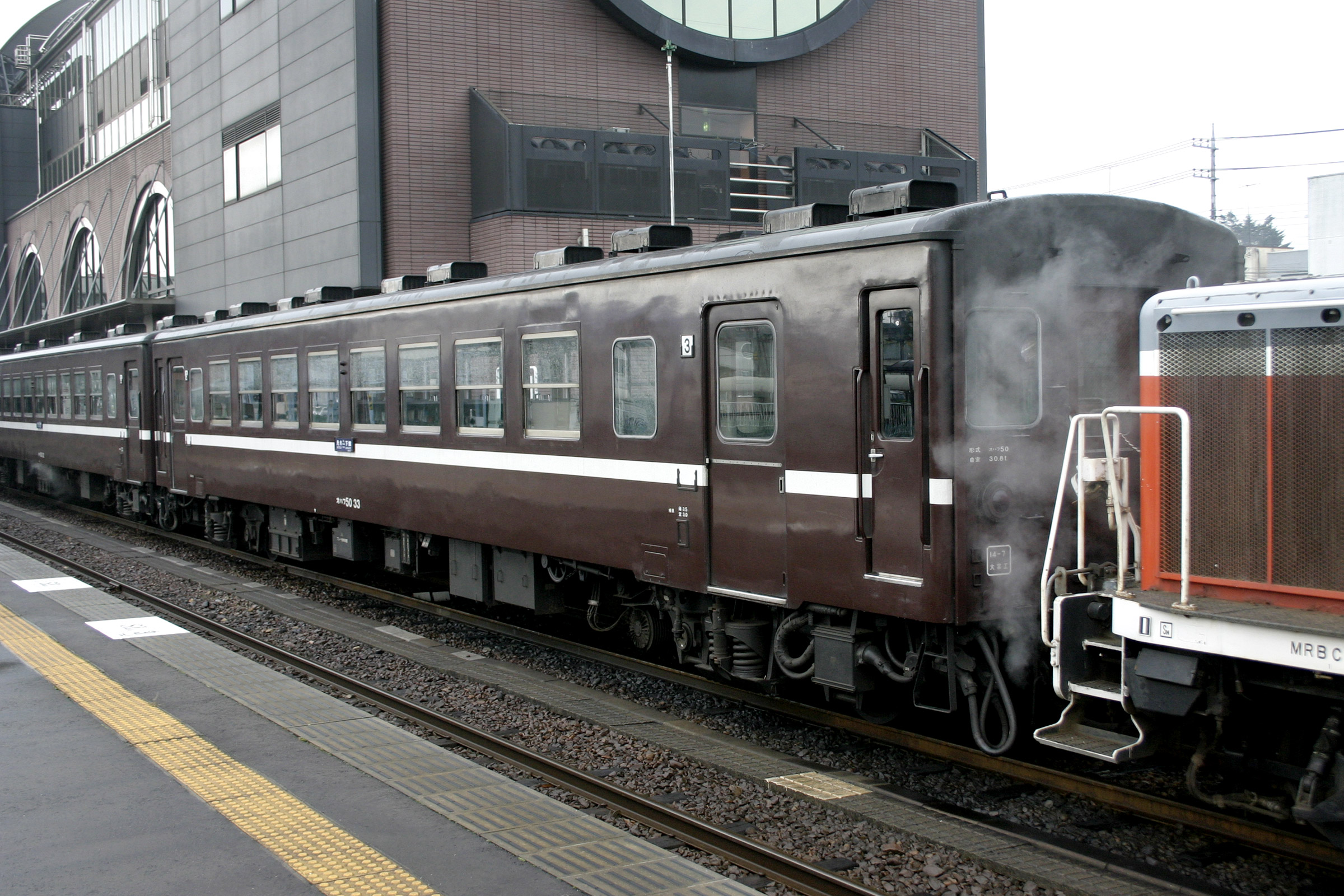
蒸気暖房使用時の50系客車（真岡鐵道真岡駅にて）。右側の機関車と客車の間から蒸気が出ている

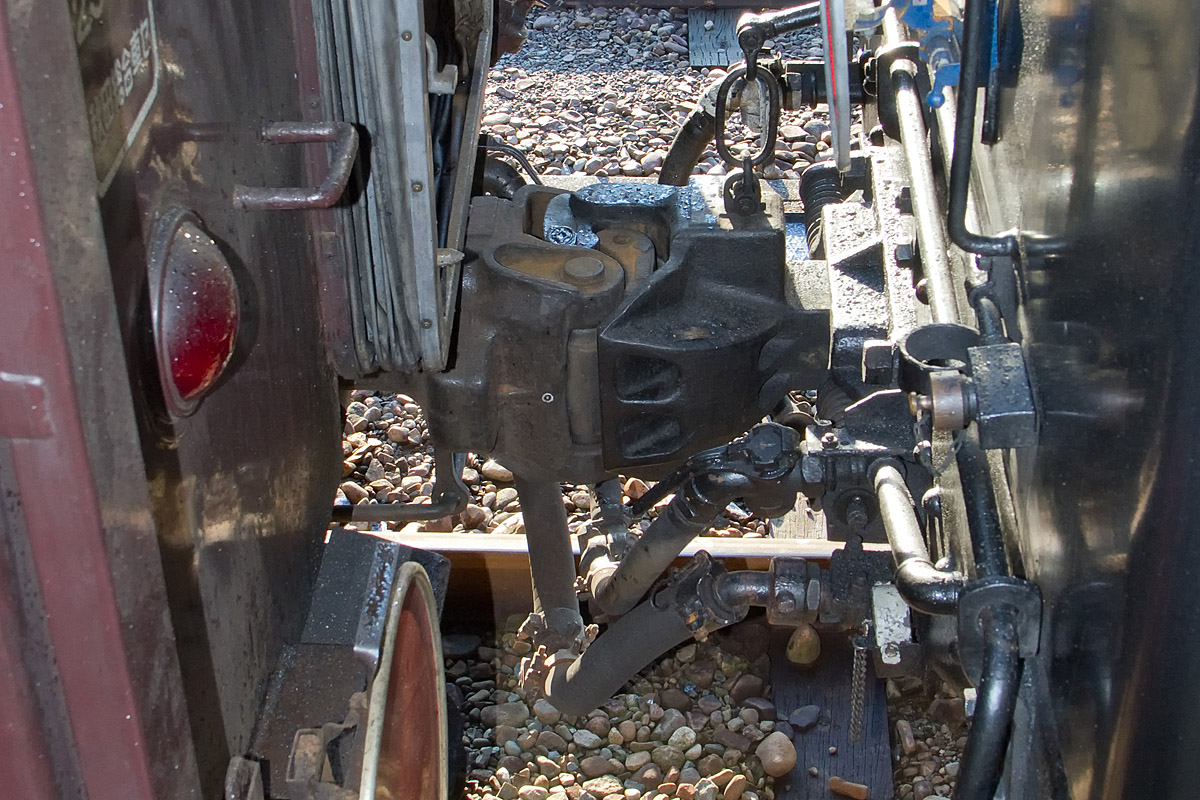
蒸気機関車（C11 325）に連結された旧型客車。下のホースが接続された蒸気管

日本の鉄道黎明期においての列車暖房は、足を暖めるだけの湯たんぽや、石炭を燃料とするダルマストーブが一般的であった。しかしこれらの方法は準備や温度管理が煩雑であると同時に熱傷・火災等の危険を伴うため、明治33年（1900年）12月の東海道本線優等列車を皮切りに、徐々に蒸気暖房に置き換えられた。
鉄道車両に採用されている蒸気暖房は、高圧蒸気暖房と大気圧蒸気暖房に大別される。
蒸気暖房を行う際に用いる水蒸気は、蒸気機関車・暖房車や、電気機関車・ディーゼル機関車に搭載した蒸気発生装置から供給される。
現在日本で蒸気暖房を使用しているのは、JR東日本高崎車両センターおよび大井川鐵道所属の旧型客車（32系、35系、43系、60系）、真岡鐵道の50系客車のみとなっている。三者とも通常は蒸気機関車を使用して暖房を行っている。

## 特徴
蒸気機関車が牽引する場合、その発生する水蒸気を蒸気管を経て客車まで通して行えばよいため、比較的容易に暖房が実現可能である。しかし、電気機関車やディーゼル機関車が牽引する列車で蒸気暖房を行う場合、蒸気暖房装置を搭載した機関車を使用するか、暖房車を別に連結する必要が生じる。
このほかにシステム上
1. 長大編成時には編成の前後で暖房の効きにアンバランスが生じる。
2. 機関車交換時、早めに暖房を切らないと係員が蒸気管で火傷をする危険性がある。
3. 電気暖房に比べるとどうしても機関車交換後など暖房の効きが遅くなる。
4. 暖房を動かすための水そのものが、特に電気機関車としては他の機械への影響からできれば搭載したくないものである。
5. 蒸気発生装置搭載車両では、装置を動かすための人員を、運転士とは別に必要とする場合がある。

などの問題点が国鉄末期の文献では指摘されている
実際に日本貨物鉄道（JR貨物）では、国鉄分割民営化によって継承された蒸気暖房装置付きの電気機関車について、蒸気暖房を使用する客車を牽引する機会がなくなっていることに加え、水漏れによる漏電などの問題から、SGおよびタンクを撤去した上でそれと同じ重さの錘を搭載している。